# 清下駅
清下駅（チョンハえき、朝鮮語: 청하역）は朝鮮民主主義人民共和国慈江道熙川市にある駅で、満浦線に属する。 

## 歴史
- 日時不明：開業。

## 隣の駅
満浦線
熙川青年駅 - 清下駅 - 草上駅